# 萝卜回来了
《萝卜回来了》是一部中国上海美术电影制片厂制作的动画片，于1959年制作完成。

## 剧情简介
冬季里的一天，小兔在雪地里发现了一大一小两颗萝卜，小兔自己吃掉了小萝卜，担心小鹿找不到吃的，把大萝卜送给了小鹿，小鹿又觉得小熊可能还没吃东西，便把萝卜放到小熊家中，小熊收到萝卜后，又打算把萝卜给小猴，小猴不愿收，心想小兔最爱吃萝卜，便同小熊一起把萝卜送给小兔。萝卜就这样兜了一圈，又回到了小兔那里。最后四个小伙伴一起分享了这颗大萝卜。